# Episodi di Rescue Special Ops (prima stagione)
La prima stagione di Rescue Special Ops, composta da 13 episodi, è stata trasmessa sul canale australiano Nine Network dal 2 agosto 2009 al 26 ottobre 2009. 
In Italia è andata in onda in prima visione su Joi dal 27 febbraio 2011 al 10 aprile 2011, alle ore 21:00, con un doppio episodio.
| nº | Titolo originale         | Titolo italiano           | Prima TV USA      | Prima TV Italia  |
| -- | ------------------------ | ------------------------- | ----------------- | ---------------- |
| 1  | Blue Mountains           | Due Bravi Ragazzi         | 2 agosto 2009     | 27 febbraio 2011 |
| 2  | Thrillseekers            | Adrenalina                | 9 agosto 2009     | 27 febbraio 2011 |
| 3  | Fire in the Cross        | Guerre di Territorio      | 16 agosto 2009    | 6 marzo 2011     |
| 4  | Deathbed Confessional    | Triplo Tamponamento       | 23 agosto 2009    | 6 marzo 2011     |
| 5  | Ferry Disaster           | Incidente al Porto        | 30 agosto 2009    | 13 marzo 2011    |
| 6  | Building Site Conspiracy | Per Lavoro o per Piacere  | 6 settembre 2009  | 13 marzo 2011    |
| 7  | Luna Park                | Il Luna Park degli Orrori | 13 settembre 2009 | 20 marzo 2011    |
| 8  | ATM Bandits              | L'Incidente di Shane      | 20 settembre 2009 | 20 marzo 2011    |
| 9  | Rave                     | Amicizia Tradita          | 27 settembre 2009 | 27 marzo 2011    |
| 10 | Eco-warriors             | Blackout                  | 4 ottobre 2009    | 27 marzo 2011    |
| 11 | Bride in the Balloon     | Fuga in Mongolfiera       | 11 ottobre 2009   | 3 aprile 2011    |
| 12 | Episode Twelve           | Codici di Sicurezza       | 18 ottobre 2009   | 3 aprile 2011    |
| 13 | Episode Thirteen         | Il Giorno del Matrimonio  | 25 ottobre 2009   | 10 aprile 2011   |